# Aeroportul Internațional Luis Muñoz Marín
Aeroportul Internațional Luis Muñoz Marín (IATA: SJU, ICAO: TJSJ, FAA LID: SJU) este un aeroport din Carolina⁠(d), Puerto Rico, Statele Unite ale Americii ce deservește zona San Juan, Puerto Rico. Aeroportul a fost tranzitat în 2023 de 12.197.553 de pasageri. A fost deschis în 1955 și numit după Luis Muñoz Marín⁠(d).
Situat la o altitudine de 3 m, aeroportul dispune de 2 piste. Este operat de Aerostar Airport Holdings⁠(d).

## Infrastructură

### Piste
Aeroportul dispune de 2 piste. Pista 08/26 are suprafața de asfalt și dimensiunile 10.400 picioare × 200 picioare. Pista 10/28 are suprafața de beton și dimensiunile 8.016 picioare × 150 picioare. 